# Inreverkansjön
Inreverkansjön är en sjö i Storumans kommun i Lappland och ingår i Umeälvens huvudavrinningsområde. Sjön har en area på 2,31 kvadratkilometer och ligger 485,9 meter över havet. Sjön avvattnas av vattendraget Verkanbäcken. Vid provfiske har abborre, gädda och lake fångats i sjön.

## Delavrinningsområde
Inreverkansjön ingår i det delavrinningsområde (721027-154690) som SMHI kallar för Utloppet av Inreverkansjön. Medelhöjden är 509 meter över havet och ytan är 16,13 kvadratkilometer. Det finns inga avrinningsområden uppströms utan avrinningsområdet är högsta punkten. Verkanbäcken som avvattnar avrinningsområdet har biflödesordning 4, vilket innebär att vattnet flödar genom totalt 4 vattendrag innan det når havet efter 283 kilometer. Avrinningsområdet består mestadels av skog (48 procent) och sankmarker (34 procent). Avrinningsområdet har 2,29 kvadratkilometer vattenytor vilket ger det en sjöprocent på 14,2 procent.